# Miss Mundo 1980
Miss Mundo 1980, la 30.ª edición del concurso de belleza Miss Mundo, se realizó el 13 de noviembre de 1980 en el Royal Albert Hall, Londres, Reino Unido.
Al final del evento, Gina Swainson, Miss Mundo 1979, de Bermudas, coronó como su sucesora a Gabriella Brum, de Alemania. Dieciocho horas después, Brum renunció al título argumentando que su novio, el camarógrafo, productor y director alemán Wolfgang Benno Bellenbaum (1928-1984), no estaba de acuerdo con que ella asumiera como Miss Mundo. El 27 de noviembre siguiente, Mary Stävin, Miss Mundo 1977, de Suecia, coronó a la primera finalista, Kimberley Santos, de Guam, como Miss Mundo 1980.

## Resultados
| Posición        | Candidata |
| --------------- | --- |
| Miss Mundo 1980 | - Alemania - Gabriella Brum |
| 1.ª finalista   | - Guam - Kimberley Santos |
| 2.ª finalista   | - Francia - Patricia Barzyk |
| 3.ª finalista   | - Israel - Anat Zimmermann |
| 4.ª finalista   | - Reino Unido - Kim Ashfield |
| 5.ª finalista   | - Estados Unidos - Brooke Alexander |
| 6.ª finalista   | - Nueva Zelanda - Vicky Lee Hemi |
| Semifinalistas  | - Bermudas - Zina Marie Minks - Guam - Kimberley Santos - India - Elizabeth Anita Reddi - Jamaica - Michelle Harris - Puerto Rico - Michelle Torres - Suecia - Kerstin Jenemark - Venezuela - Hilda Abrahamz - Zimbabue - Shirley Nyanyiwa |

### Premios especiales
- Miss Personalidad:  Canadá - Annette Labrecque
- Miss Fotogénica:  Irlanda - Michelle Rocca

## Candidatas
67 candidatas participaron en el certamen.
| - Alemania - Gabriella Brum - Argentina - Elsa Cecilia Galotti - Aruba - Ethline Ambrosia Dekker - Australia - Linda Leigh Shepherd - Austria - Sonya-Maria Schlepp - Bahamas - Bernadette Louise Cash - Bélgica - Brigitte Biche Billen - Bermudas - Zina Maria Minks - Bolivia - Sonia Giovanna Malpartida - Brasil - Loiane Rogeria Aiache - Canadá - Annette Labrecque - Chipre - Parthenopi (Mara) Vassiliadou - Colombia - María Cristina Valencia Cardona - Corea - Chang Sun-ja - Costa Rica - Marie Claire Tracy Coll - Curazao - Soraida Celestina de Windt - Dinamarca - Jane Bill - Ecuador - Gabriela María Catelina Ríos Roca - España - Francisca "Paquita" Ondiviela Otero - Estados Unidos - Brooke Alexander - Filipinas - Milagros (Mila) Guidote Nabor - Finlandia - Ritva Helena Tamio - Francia - Patricia Barzyk - Gibraltar - Yvette Dominguez - Grecia - Vera Zacharopoulou - Guam - Kimberley Santos - Guatemala - Lizabeth (Ligia) Iveth Martínez Noack - Holanda - Desiree Maria Johanna Nicole Geelen - Honduras - Rosario Etelvina (Ethel) Raudales Velásquez - Hong Kong - Julia Chan Fung-Chi - India - Elizabeth Anita Reddi - Irlanda - Michelle Mary Teresa Rocca - Isla de Man - Voirrey (Flory) Melanie Wallace - Islas Caimán - Delia Devon Walter | - Islas Vírgenes Americanas - Palmira Frorup - Israel - Anat Zimmermann - Italia - Stefania de Pasquaci - Jamaica - Michelle Ann Harris - Japón - Kanako Ito - Jersey - Karen Rosemary Poole - Lesoto - Lit'sila Alina Lerotholi - Líbano - Celeste El-Assai - Malasia - Callie Liew Tan Chee - Malta - Frances Lucy Duca - Mauricio - Christiane Carol Mackay - México - Claudia Mercedes Holley - Noruega - Maiken Nielsen - Nueva Zelanda - Vicky Lee Hemi - Nicaragua - Kimberly Domínguez - Panamá - Áurea Horta Torrijos - Papúa Nueva Guinea - Mispah Alwyn - Paraguay - Celia Noemí Schaerer - Perú - Silvia Roxana Vega Ramos - Puerto Rico - Michelle Torres Cintrón - Reino Unido - Kim Ashfield - República Dominicana - Patricia Polanco Álvarez - Samoa - Liliu Tapuai - Singapur - Adda Pang Kim Jong - Sri Lanka - Bernadine Rose (Rosy) Senanayake - Suecia - Kerstin Monika Jenemark - Suiza - Jeannette Linkenheil - Suazilandia - Nomagoisa Cawe - Tailandia - Unchulee Chaisawan - Trinidad y Tobago - Maria Octavia Chung - Turquía - Fahriye Funda Ayloglu - Uruguay - Ana Claudia Carriquiry - Venezuela - Hilda Astrid Abrahamz Navarro - Zimbabue - Shirley Richard Nyanyiwa |

## Sobre los países en Miss Mundo 1980

### Debut
- Ningún país debutó en esta edición.

### Retiros
- Chile
- El Salvador
- Islandia
- Nigeria
- Portugal
- Tahití

### Regresos
- Compitió por última vez en 1965:
  -  Zimbabue representado como Rhodesia.
- Compitió por última vez en 1977:
  -  Papúa Nueva Guinea
- Compitieron por última vez en 1978:
  -  Curazao

### Crossovers
| Miss Universo - 1980: Bélgica - Brigitte Biche Billen - 1980: Dinamarca - Jane Bill - 1980: Guatemala - Ligia Martínez Noack - 1980: Honduras - Ethel Raudales Velásquez - 1980: Islas Caimán - Delia Devon Walter - 1980: Noruega - Maiken Nielsen - 1980: Papúa Nueva Guinea - Mispah Alwyn - 1980: Reino Unido - Kim Ashfield - 1981: España - Frances Ondiviela | Miss Internacional - 1981: España - Frances Ondiviela - 1981: Irlanda - Michelle Rocca (Segunda Finalista). Miss Asia Pacific - 1981: Sri Lanka - Rosy Senanayake (Ganadora). Miss Teenage Intercontinental (Miss Intercontinental) - 1978: India - Elizabeth Reddi (Ganadora). |

## Otros datos de relevancia
- Gabriella Brum (Alemania) y Kimberley Santos (Guam) nacieron en el Reino Unido, de padres británicos.
- Frances Ondiviela (España), es una famosa actriz radicada en México.
- Michelle Rocca de (Irlanda), ahora es una famosa cantante y estrella de televisión en su país; además participó en el Festival de Eurovisión 1988.
- Patricia Polanco (República Dominicana) es madre de Amelia Vega, quien se convirtió en Miss Universo 2003.
- Hilda Abrahamz (Venezuela) luego del certamen, se erigió en una de las actrices venezolanas más renombradas, destacándose como la villana principal de las telenovelas.